# Pernell Whitaker
Pernell Whitaker, ps. „Sweat Pea” (ur. 2 stycznia 1964 w Norfolk, zm. 14 lipca 2019 w Virginia Beach) – amerykański bokser. Zdobywca złotego medalu na igrzyskach olimpijskich w 1984 roku w Los Angeles oraz złotego medalu igrzysk panamerykańskich w Caracas. Uważany za jednego z najlepszych bokserów w dziejach tego sportu.
Na zawodowym ringu zdobył pasy mistrzowskie w 4 kategoriach wagowych. Porównywany często do innego wielkiego amerykańskiego boksera – Williego Pepa – styl Whitakera polegał głównie na mistrzowskiej obronie i szybkich kontratakach.
Jego bilans z zawodowych ringów to: 40 wygranych, 4 przegrane, 1 remis (choć przegrane z Óscarem de la Hoyą i José Luisem Ramírezem, a szczególnie remis z Julio Césarem Chávezem należy uznać za kontrowersyjne).
W 2007 roku został wprowadzony do Międzynarodowej Bokserskiej Galerii Sławy.